# Juan Arcos de la Mata
Juan Arcos de la Mata (1536-1603) fue un militar español.

## Biografía
Nació en la localidad pacense, entonces sevillana de Fregenal de la Sierra en 1536. Guerreó, en el rango de capitán, en Flandes durante varios años, a las órdenes del duque de Alba. Regresó a su tierra en 1572, con solo una pierda y sin el ojo izquierdo.
Arias Montano le hace mención en su testamento, por administrarle, a su muerte, sus bienes en Fregenal.
Arcos de la Mata falleció en 1603.